# Hanif Kureishi
Hanif Kureishi (Londra, 5 dicembre 1954) è un drammaturgo, sceneggiatore e scrittore britannico.
Nato da padre pakistano e madre inglese, è stato giudicato da The Times uno dei 50 più grandi scrittori britannici dal 1945. 

## Biografia
Kureishi è nato a Bromley, nel sud di Londra, da padre pakistano, Rafiushan (Shanoo) Kureishi, e madre inglese, Audrey Buss. 
Hanif Kureishi ha frequentato la Bromley Technical High School e ha studiato per il livello A al Bromley College of Technology. Mentre era in questo college, fu eletto presidente del sindacato studentesco (1972); alcuni dei personaggi della sua opera semi-autobiografica The Buddha of Suburbia risalgono a questo periodo. Ha continuato per un anno a studiare filosofia alla Lancaster University, poi si è ritirato. 
In seguito ha conseguito la laurea in filosofia al King's College di Londra.
Kureishi ha iniziato la sua carriera negli anni '70 come scrittore di pornografia. Ha continuato a scrivere opere teatrali per l'Hampstead Theatre, il Soho Poly e, dall'età di 18 anni, per il Royal Court. 
Ha scritto My Beautiful Laundrette nel 1985, la cui trasposizione cinematografica ha vinto il New York City Film Critics Best Screenplay Award: nel 1987 ha ricevuto una candidatura ai Premi Oscar proprio per la sceneggiatura di My Beautiful Laundrette. La nomination all'Oscar fu per la migliore sceneggiatura originale, da lui stesso curata; nello stesso anno aveva anche scritto la sceneggiatura di Sammy e Rosie Get Laid. Il suo libro The Buddha of Suburbia (1990) ha vinto il Whitbread Award per il miglior primo romanzo ed è stato trasformato in una serie televisiva della BBC con una colonna sonora di David Bowie. Il 1991 ha visto l'uscita del lungometraggio intitolato London Kills Me, scritto e diretto da Kureishi.
Il suo romanzo Intimacy (1998) è stato adattato nel film Intimacy di Patrice Chéreau, che ha vinto due Orsi al Festival di Berlino: un Orso d'oro per il miglior film e un Orso d'argento per la migliore attrice (Kerry Fox). Il dramma di Kureishi The Mother è stato adattato come film da Roger Michell. 
Un suo romanzo intitolato Something to Tell You è stato pubblicato nel 2008. Il suo romanzo del 1995 The Black Album, adattato per il teatro, è stato rappresentato al National Theatre nel 2009. Nel maggio 2011 ha ricevuto il suo secondo Asia House Literature Award.
È stato nominato componente dell'Ordine dell'Impero Britannico - con consegna dell'onorificenza CBE nel corso dei New Year Honours del 2008 - per i servizi resi alla letteratura e al teatro. 
All'inizio del 2013 Kureishi ha perso i risparmi di una vita, destinati a coprire "gli alti e bassi dell'essere uno scrittore", per una sospetta frode. Nell'ottobre di quell'anno, Kureishi fu nominato professore nel dipartimento di scrittura creativa della Kingston University di Londra.
Le principali influenze sulla scrittura di Kureishi includono PG Wodehouse e Philip Roth. Nel 2014, la British Library ha annunciato che avrebbe acquisito l'archivio dei documenti di Kureishi: si tratta di diari, quaderni e bozze che coprono 40 anni della sua vita di scrittore. 
Il 26 dicembre 2022 Kureishi è stato ricoverato in ospedale a seguito di una caduta a Roma, che lo ha lasciato con lesioni alla colonna vertebrale e impossibilitato a muovere gli arti.  Secondo Kureishi, la caduta ha innescato un'esperienza di pre-morte. Era convinto che sarebbe morto mentre era in ospedale.  Kureishi ha detto che la sua compagna, Isabella d'Amico, lo ha aiutato a mantenere la calma e gli ha salvato la vita. Da allora ha scritto della caduta e del suo processo di recupero sui social media e in un blog. Il suo dettagliato libro di memorie, che include le voci del diario sull'incidente, Shattered, è stato pubblicato nel 2024.
Nel settembre 2024, la BBC ha pubblicato un documentario biografico "In My Own Words" del suo caro amico Nigel Williams in cui lo scrittore rivisita la sua vita e la sua carriera attraverso vecchi filmati d'archivio.
Il 16 giugno 2025 ha sposato Isabella d'Amico. 

## Opere

### In lingua originale

#### Lavori teatrali
- 1976 opera prima, Soaking the Heat, rappresentato al Royal Court Theatre Upstairs.
- 1979 The King and Me, realizzato al Soho Poly.
- 1980 The Mother Country rappresentato ai Riverside Studios.
- 1981 Presenta Outskirts al Warehouse del Soho Poly e vince il George Devine Award.
- 1981 prima rappresentazione di Borderline al Royal Court Theatre.
- 1982 Diventa autore stabile al Royal Court.
- 1983 prima di Birds of Passage al Teatro di Hampstead.
- 1984 Adattamento di Mother Courage rappresentato al Barbican Centre
- 1985 Esce il film My Beautiful Laundrette. Primo lavoro di Kureishi per lo schermo, per la regia di Stephen Frears, My Beautiful Laundrette riceve una nomination BAFTA per il "Best Screenplay Award". Vince il premio della critica cinematografica di New York e riceve una nomination per il miglior film all'Academy Award.
- 1988 Esce il film Sammy and Rosie Get Laid (Sammy e Rosie vanno a letto), scritto da Kureishi. In seguito verrà pubblicata la sceneggiatura insieme a un diario di Kureishi sulla realizzazione del film, diretto da Stephen Frears.
- 1991 Esce il film London Kills Me, scritto e diretto da Kureishi.
- 1993 Kureishi adatta The Buddha of Suburbia per uno sceneggiato televisivo in 4 parti della BBC, con colonna sonora di David Bowie.
- 1993 Il suo adattamento di Mother Courage viene prodotto come spettacolo itinerante nel Regno Unito dal dipartimento dell'educazione nazionale.
- 1995 Pubblica, insieme a Jon Savage, il Faber Book of Pop.
- 1998 Dalla raccolta di racconti "Love in a blue Time" viene tratto il film di Udayan Prasad: "Mio figlio il fanatico".
- 1999 Sleep with Me viene rappresentato al Royal National Theatre.
- 2001 Il suo romanzo Intimacy fornisce lo spunto per il film Intimacy - Nell'intimità di Patrice Chéreau, che vince il Festival di Berlino
- 2003 Pubblica il dramma The Mother, e il film che ne è tratto (di Roger Michell) vince a pari merito il primo premio per la regia al Festival di Cannes.

#### Testi teatrali, sceneggiature
- Borderline, Methuen 1981
- Birds of Passage, Amber Lane 1983
- My Beautiful Laundrette, London, Faber and Faber 1985
- Sammy and Rosie get laid: the script and the diary, Faber and Faber 1988
- London Kills Me, London, Faber and Faber 1991
- Outskirts, and Other Plays, London, Faber and Faber 1992
- My Son, the Fanatic, London, Faber and Faber 1997
- Sleep With Me, London, Faber and Faber 1999
- The Body, London, Faber and Faber 2001
- Collected Screenplays, London, Faber and Faber 2002

#### Romanzi, novelle
- Il Budda delle periferie (The Buddha of Suburbia) (romanzo), London, Faber and Faber, 1990. [Vince il Whitbread Award per il miglior romanzo opera prima], ISBN 0571200435 (Paperback: 1991, ISBN 0-57114-274-5)
- The Black Album (romanzo), London, Faber and Faber 1995
- Love in a Blue Time (raccolta di novelle), London, Faber and Faber 1997
- Intimacy (romanzo), London, Faber and Faber 1998
- Midnight All Day (novelle), London, Faber and Faber 1999
- Gabriel's Gift (romanzo), London, Faber and Faber 2001
- Dreaming and Scheming: reflections on writing and politics, London, Faber and Faber 2002
- The Body (romanzo), London, Faber and Faber 2003
- My Ear at His Heart (autobiografia), 2004
- Something to tell you, London, Faber and Faber
- The last word, 2013
- Uno zero (The Nothing), London, Faber and Faber 2017 (Bompiani 2017)

### Traduzioni in lingua italiana
- Il Budda delle periferie (trad. di Maria Ludovica Petta), Milano, Mondadori 1990 - ISBN 8804333278
- Londra mi uccide (trad. di Gianfranco Manfredi), Milano, Anabasi 1993 - ISBN 8841730064
- My beautiful laundrette (trad. di Paolo Lagorio), Milano, Anabasi 1994 - ISBN 8841730250
- Il Budda delle periferie, sceneggiatura di Hanif Kureishi e Roger Michell (trad. di Alberto Pezzotta), Bompiani 1994 - ISBN 8845223035
- The Black Album (trad. di Alberto Pezzotta), Milano, Bompiani 1995 - ISBN 8845225763
- Love in a blue time (trad. di Ivan Cotroneo), Milano, Bompiani 1996 - ISBN 8845229386
- Coccinelle a pranzo (trad. di Angela Ragusa), Milano, Mondadori 1997 - ISBN 8804436573
- Amore blu (trad. di Ivan Cotroneo), Milano, Bompiani 1998 - ISBN 8845237885
- Nell'intimità (trad. di Ivan Cotroneo), Milano, Bompiani 1998 - ISBN 8845237400
- Sammy e Rosie vanno a letto: la sceneggiatura e il diario (trad. di Alberto Pezzotta), Milano, Baldini & Castoldi 1998 - ISBN 8880894757
- Da dove vengono le storie? Riflessioni sulla scrittura (trad. di Ivan Cotroneo), Milano, Bompiani 1999 - ISBN 8845239519
- Mezzanotte tutto il giorno (trad. di Ivan Cotroneo), Milano, Bompiani 2000 - ISBN 8845244423
- Il dono di Gabriel (trad. di Ivan Cotroneo), Milano, Bompiani 2001 - ISBN 8845248429
- Goodbye, mother (trad. di Ivan Cotroneo), Milano, Bompiani 2001 - ISBN 8845249220
- Il Budda delle periferie (trad. di Ivan Cotroneo), Milano, Bompiani, 2001 - ISBN 8845247597
- Otto braccia per abbracciarti: riflessioni sulla politica (trad. di Ivan Cotroneo), Milano, Bompiani 2002 - ISBN 8845252809
- Il corpo e sette racconti (trad. di Ivan Cotroneo e Vincenzo Latronico), Milano, Bompiani, 2003 - ISBN 884525433X
- Il mio orecchio sul suo cuore (trad. di Ivan Cotroneo), Milano, Bompiani, 2004 - ISBN 884521205X
- The Mother (trad. di Ivan Cotroneo), Milano, Bompiani, 2004 - ISBN 8845204235
- Ho qualcosa da dirti (trad. di Ivan Cotroneo), Milano, Bompiani, 2008 - ISBN 8845261131
- L'ultima parola (trad. di Andrea Silvestri), Milano, Bompiani, 2013
- Un furto (trad. Ivan Cotroneo), Milano, Bompiani, 2015
- Quando scende la notte (trad. di Alessandra Serra), Roma, Arcadia & Ricono, 2016 - ISBN 978-88-98745-08-1
- Uno zero (trad. di Davide Tortorella), Milano, Bompiani, 2017
- Io e il re (trad. di Maria Grazia Besutti, Sissi Decorato, Gioia Panzanella), Milano, Ledizioni, 2018
- Love + Hate (trad. di Davide Tortorella), Milano, Bompiani, 2018
- The Spank  (trad. di Monica Capuani), Milano, Scalpendi, 2020
- Cosa è successo? Racconti e saggi (trad. di Gioia Guerzoni), Milano, Bompiani, 2022 - ISBN 8830105732